# Kaplica Wniebowzięcia Najświętszej Maryi Panny „Bir Miftuħ” w Gudji
Kaplica Wniebowzięcia Najświętszej Maryi Panny Bir Miftuħ (malt. Kappella ta' Santa Marija ta' Bir Miftuħ, ang. Chapel of St Mary "Bir Miftuħ") – średniowieczna kaplica w Bir Miftuħ, w granicach miejscowości Gudja na Malcie.

## Historia
Kaplica Wniebowzięcia zbudowana została prawdopodobnie w pierwszej połowie XV wieku. Kaplica przetrwała Wielkie Oblężenie Malty oraz obie wojny światowe.
W roku 1436 kaplica była wymieniona przez biskupa Senatore de Mello, jako jedna z 12 istniejących parafii; uważa się, że istniała długo przed tym. Nie znajdowała się ona w centrum wsi, lecz zasięgiem posługi obejmowała wsie Gudja, Kirkop, Safi, Mqabba, Tarxien, Luqa, Ħal Farruġ oraz Birżebbuġa.

## Budynek

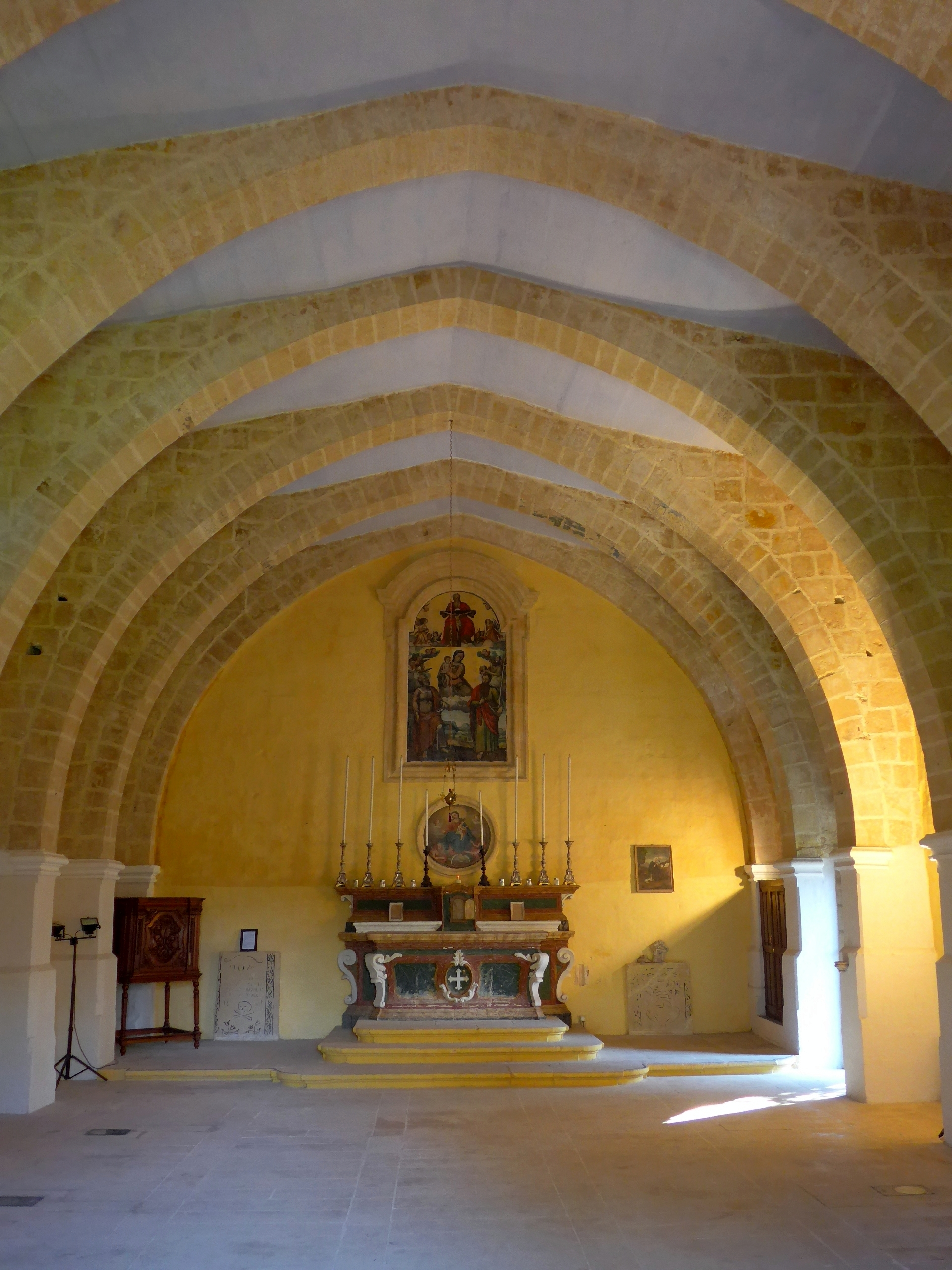
Wnętrze kaplicy

Wolnostojący budynek kaplicy ma kształt prostokąta o wymiarach około 11 na 14 m. Pierwotnie był większy i został zbudowany na planie krzyża. W roku 1512 tył kaplicy został zburzony, a kamienie zostały użyte do budowy aktualnego kościoła. Kaplica służyła jako parafialna do roku 1676, kiedy aktualny kościół parafialny został ukończony. Dzwonnica została dobudowana w XVI wieku.
Po przybyciu Rycerzy Joannitów na Maltę powołano kapitana, którego zadaniem było zorganizowanie obrony terenu Bir Miftuħ. W roku 1565, podczas Wielkiego Oblężenia, kaplica została zbezczeszczona przez najeżdżających Maltę Turków osmańskich. Legenda mówi, że mieszkańcy zakopali precjoza kościelne oraz dzwony, aby uchronić je przed Turkami. Do dziś czekają na odkrycie.
W roku 1575 kaplicę wizytował delegat apostolski Monsignor Pietro Dusina i ocenił ją jako dobrze wyposażoną do sprawowania posługi kościelnej. W roku 1655 mieszkańcy wsi Gudja zdecydowali o wybudowaniu kościoła w centrum miejscowości. Kiedy w roku 1676 budowa została ukończona przeniesiono tam wyposażenie kaplicy.

## Odnowienie
W roku 1830 baronessa Bettina Muscat Cassia D’Aurel odnowiła kaplicę. 9 kwietnia 1942 roku, podczas II wojny światowej, dach budynku zawalił się w wyniku ataku lotniczego. Kaplica raz jeszcze została naprawiona i odnowiona sumptem proboszcza w Gudja. Niestety kaplica stała opuszczona do roku 1970, kiedy przekazana została pod zarząd firmy powierniczej Din l-Art Ħelwa. W roku 1973 firma, dzięki funduszom zapewnionym przez Malta International Airport, rozpoczęła gruntowne odnawianie kaplicy. W jej trakcie ponad drzwiami kaplicy odsłonięte zostały freski. Zainstalowany został nowy sufit. Prace sfinalizowano w roku 2004.

## Freski
W latach 1978–1980 ponad drzwiami wejściowymi odkryto freski pochodzące z XVI wieku. Pokrywają one wewnętrzną zachodnią ścianę i znajdowały się pod sześcioma warstwami wapna.
Pomimo że zachowała się jedynie część fresków, widoczne jest, że ich tematem jest Sąd Ostateczny. Fresk podzielony jest na trzy poziomy. Górny przedstawia apostołów i Maryję z Chrystusem w centrum. Poniżej tego poziomu pokazani są różni święci i inne postaci. Drugi poziom pokazuje potępieńców, wrzucanych w ognie piekielne przez demony z rogami, ogonami i płetwiastymi stopami. Po lewej stronie można dostrzec skrzydła anioła i plecy jednego z wiernych, podnoszonego ku Bogu i Maryi Dziewicy. Na dolnym poziomie przedstawione jest wypędzenie Adama i Ewy z raju.

Na północnej ścianie kaplicy odkryto fresk kobiety w stroju typowym dla XVI wieku, trzymającej lilię w jednej ręce i wskazującej główny ołtarz z innymi obrazami.

Freski zostały odnowione przez George'a Farrugię, Diplomato Istituta del Restauro z Rzymu oraz Associate of the International Institute for Conservation.

## Ołtarz
Wystrój malarski na ołtarzu datowany jest na XVI wiek. Wykonany jest na desce i przedstawia Boga Ojca trzymającego krzyż otoczonego przez anioły. Poniżej krzyża są postaci Matki Bożej trzymającej Dzieciątko Jezus oraz św. Piotr i św. Paweł. Ołtarz w kaplicy został poświęcony 26 marca 1591 roku.

## Dziś
Dziś kaplica jest w stanie bardzo dobrym. Din l-Art Ħelwa opiekuje się świątynią i otwiera ją w pierwszą niedzielę każdego miesiąca w godz. 9-12.

## Ochrona dziedzictwa kulturowego
Kaplica umieszczona jest na liście National Inventory of the Cultural Property of the Maltese Islands pod nr. 1806.

W dniu 14 października 2020 kaplica wpisana została na listę zabytków narodowych 1. stopnia.